# Mawālī
Mawālī (arabisch موالي, von Singular مولى / maulā) ist ein zentraler Begriff der arabischen Stammesgesellschaft der vorislamischen und frühislamischen Zeit. Er bezeichnet solche Personen, die in einem Schutzverhältnis zu einem der arabischen Stämme oder Clane standen. Dieses Schutzverhältnis wurde als Walāʾ bezeichnet. Der Begriff mawālī wird üblicherweise mit „Klienten“ übersetzt. 
Der Eintritt eines Klienten in ein Schutzverhältnis mit einem Patron, der ebenfalls maulā genannt wurde, begründete eine Beziehung mit dessen Verwandtschaft, die insbesondere strafrechtlich relevant war. So waren der Patron und dessen Agnaten in dem Falle, dass der Klient eine Blutschuld auf sich lud, verpflichtet, das Blutgeld zu entrichten. Umgekehrt hatten sie, wenn der Klient getötet wurde, Anspruch auf Blutgeld gegenüber der Verantwortungsgemeinschaft (ʿāqila) des Täters. Der Klient war zwar in der Regel nicht zur Blutgeldzahlung verpflichtet, doch war er dafür gegenüber seinem Patron im Erbrecht benachteiligt. Während nämlich im Falle seines Todes der Patron sein Vermögen erbte, war er im Falle des Todes seines Patrons nicht erbberechtigt. Auch auf der Ebene der Namen schlug sich das walāʾ-Verhältnis nieder, denn üblicherweise übernahmen die Mawālī die Nisba des Stammes bzw. Clans, dem sie durch dieses Verhältnis verbunden waren.
In der vorislamischen Zeit waren die meisten Mawālī Freigelassene. Das Schutzverhältnis, in dem sie sich zu ihren früheren Herren befanden, wurde als walāʾ al-ʿitāqa („Schutzverhältnis der Freilassung“) bezeichnet.
In der Zeit der arabisch-muslimischen Eroberungen entstanden neue walāʾ-Verhältnisse. Viele Nicht-Araber, die auf Seiten des 651 untergegangenen sasanidischen bzw. persischen Reiches gekämpft hatten, waren gezwungen, zum Islam zu konvertieren. Bei derartigen Konversionen galt die Regel, dass derjenige, bei dem sie den Islam angenommen hatten, ihr Patron war. Ein solches Verhältnis wurde walāʾ al-islām genannt. In anderen Fällen vollzog der Konvertit den Übertritt zum Islam selbständig und schloss sich erst danach einem Patron an. Dieses Verhältnis wurde als walāʾ at-tibāʿa („Schutzverhältnis der Nachfolge“) bezeichnet. Grundsätzlich war möglich, dass sich ein Klient von seinem Schutzherrn lossagte und ein neues Schutzverhältnis mit einem anderen Stamm einging, doch stand die Gesellschaft derartigen Wechseln eher ablehnend gegenüber.
Mawālī nahmen bald selbst zusammen mit arabischen Stämmen an Eroberungszügen teil. Sie erhielten aber in der Regel einen erheblich niedrigeren Sold als die arabischen Kämpfer. In der Umayyadenzeit waren sie separat von den Stämmen, denen sie zugehörten, in einem eigenen Register (dīwān) verzeichnet. Generell wurden die Mawālī von den Arabern als Bürger zweiter Klasse behandelt – sie mussten weiterhin die Dschizya zahlen, die eigentlich Ungläubige entrichten mussten, und wurden bis zum Ende der Umayyaden-Dynastie häufig von Posten in Regierung und Militär ferngehalten.
Mawālī spielten eine nicht unwichtige Rolle auch bei verschiedenen Aufstandsbewegungen. So stütze sich zum Beispiel al-Muchtār ibn Abī ʿUbaid bei seinem pro-alidischen Aufstand in Kufa 685–687 vornehmlich auf Mawālī, denen er auch eigenen Sold zahlte. Im frühen 8. Jahrhundert begannen die Mawālī in Chorasan und Transoxanien in der Murdschiʾa-Bewegung für ihre Rechte zu kämpfen. In Nordafrika organisierte sich die politische Opposition der Berber gegen die arabischen Vorherrschaft in den charidschitischen Bewegungen der Ibaditen und Sufriten. Sie unternahmen ab 739 Aufstände gegen die Umayyaden und konnten bis zum Ende des 8. Jahrhunderts große Gebiete Nordafrikas erobern. Auch in der chorasanischen Aufstandsbewegung des Abu Muslim, die die Abbasiden an die Macht brachte, spielten Mawālī eine wichtige Rolle.